# Claire Schillace
Claire Joan Schillace (Melrose Park, 29 marzo 1921 – Bethesda, 17 gennaio 1999) è stata una giocatrice di baseball statunitense di ruolo esterno nella All-American Girls Professional Baseball League (AAGPBL).
È stata introdotta nella National Women's Baseball Hall of Fame nel 1999.

## Biografia
Nata in Illinois, durante gli studi alla Northern Illinois University cominciò a praticare sport, giocando a calcio nella Denver League, poi entrò nella squadra dello stato e giocò nel campionato della città di Chicago.
Venne scelta come giocatrice della All-American Girls Professional Baseball League ed entrò come esterno nella Racine Belles e fu una delle migliori giocatrici. 
Nel 1943 entrò anche nell'All-Star e nel 1946 si ritirò dal baseball e completò gli studi del master in educazione. Si sposò ed ebbe quattro figli, si trasferì a Bethesda in Maryland dove lavorò come educatrice. 
É morta all'età di 76 anni nel 1999 per complicazioni da trombosi, nello stesso anno fu inserita nella National Women's Baseball Hall of Fame, tra i migliori giocatori della lega femminile.

## Palmarès

### Club
- All-American Girls Professional Baseball League: 2

Racine Belles: 1943, 1946

### Individuale
- All-Star: 1

1943